# Plum (Pennsylvania)
Plum ist ein Borough im Allegheny County im US-Bundesstaat Pennsylvania. Das U.S. Census Bureau hat bei der Volkszählung 2020 eine Einwohnerzahl von 27.144 auf einer Fläche von 75 km² ermittelt. Plum bildet eine Vorstadt von Pittsburgh.
Der Oakmont Country Club befindet sich zum größten Teil in Plum. Der im Jahr 1903 gegründete Golfplatz gilt als einer der ältesten exklusiven Golfclubs in den Vereinigten Staaten und wurde 1987 zum National Historic Landmark ernannt.

## Geschichte
Plum Township wurde am 18. Dezember 1788 als eines der ursprünglichen sieben Townships von Allegheny County gegründet. Anfangs erstreckte es sich im Süden bis nach Versailles (heute North Versailles Township), im Osten bis zur Bezirksgrenze, im Westen bis nach Pitt Township und im Norden bis zum Allegheny River. 1956 wurde Plum von einem Township zu einem Borough umgewandelt. Plum ist im Laufe der Jahre in der Fläche stark geschrumpft, gehört aber immer noch zu den größeren Gemeinden im Allegheny County.

## Demografie
Nach einer Schätzung von 2019 leben in Plum 27.087 Menschen. Die Bevölkerung teilt sich im selben Jahr auf in 93,6 % Weiße, 3,2 % Afroamerikaner, 0,1 % amerikanische Ureinwohner, 0,3 % Asiaten, 0,1 % Ozeanier und 2,8 % mit zwei oder mehr Ethnizitäten. Hispanics oder Latinos aller Ethnien machten 1,2 % der Bevölkerung aus. Das mittlere Haushaltseinkommen lag bei 78.709 US-Dollar und die Armutsquote bei 3,9 %.

## Söhne und Töchter der Stadt
- William D. Boyce (1858–1929), Gründer der Boy Scouts of America
- Pat McAfee (* 1987), American-Football-Spieler